# Bulandshahr
Bulandshahr ist eine Stadt im nordindischen Bundesstaat Uttar Pradesh.
Bulandshahr liegt in der nordindischen Ebene 65 km südöstlich von Neu-Delhi. Der Obere Gangeskanal verläuft entlang dem westlichen Stadtrand. Die Stadt ist Verwaltungssitz des gleichnamigen Distrikts.
Die nationale Fernstraße NH 91 (Ghaziabad−Aligarh) führt an Bulandshahr vorbei. Die NH 235 führt zum 35 km nördlich gelegenen Hapur.
Bulandshahr besitzt als Stadt den Status eines Nagar Palika Parishad. Sie ist in 32 Wards gegliedert. Beim Zensus 2011 hatte Bulandshahr 222.519 Einwohner.

## Söhne und Töchter der Stadt
- Sayed Muzaffar Hussain Burney (1923–2014), Verwaltungsbeamter und Politiker
- Kushal Pal Singh (* 1931), Unternehmer im Immobiliengeschäft
- Shailendra Kumar Singh (1932–2009), Diplomat und Politiker
- Arif Mohammad Khan (* 1951), Politiker
- Satish Kumar (* 1989), Amateurboxer im Superschwergewicht